# Löwenapotheke am Kornmarkt
Die ehemalige Löwenapotheke am Kornmarkt in Mühlhausen wurde von 1707 bis 1713 erbaut. Der Vorgängerbau, der einem Stadtbrand zum Opfer fiel, stammte aus der zweiten Hälfte des 16. Jahrhunderts und diente ebenfalls als Apotheke.
Im Jahr 1992/93 erfolgten eine grundlegende Sanierung und der Umbau zum „Brauhaus Zum Löwen“, einer Gasthausbrauerei mit Hotel, der einzigen aktiven Brauerei in Mühlhausen. Neben dem „Mühlhäuser Landbier“, einem hellen Bier Pilsner Brauart, wird auch ein Schwarzbier, das „Apotheker Dunkel“ gebraut.